# Вулиця Арсенія Тарковського
Вулиця Арсенія Тарковського — вулиця у центральній частині Кропивницького. Пролягає від вулиці Леоніда Куценка до річки Інгулу. Вулицю перетинають Студентський бульвар, вулиці Єгорова, Степана Бандери, Шевченка, архітектора Паученка, Чміленка, Тараса Карпи, Гоголя, Преображенська, Покровська та Миколи Смоленчука. Названа на честь російського поета та перекладача Арсенія Тарковського, який народився і навчався у гімназії на цій вулиці.

## Історія
Виникла 1777 року, мала назву Олександрівська. На вулиці знаходилася лютеранська кірха.

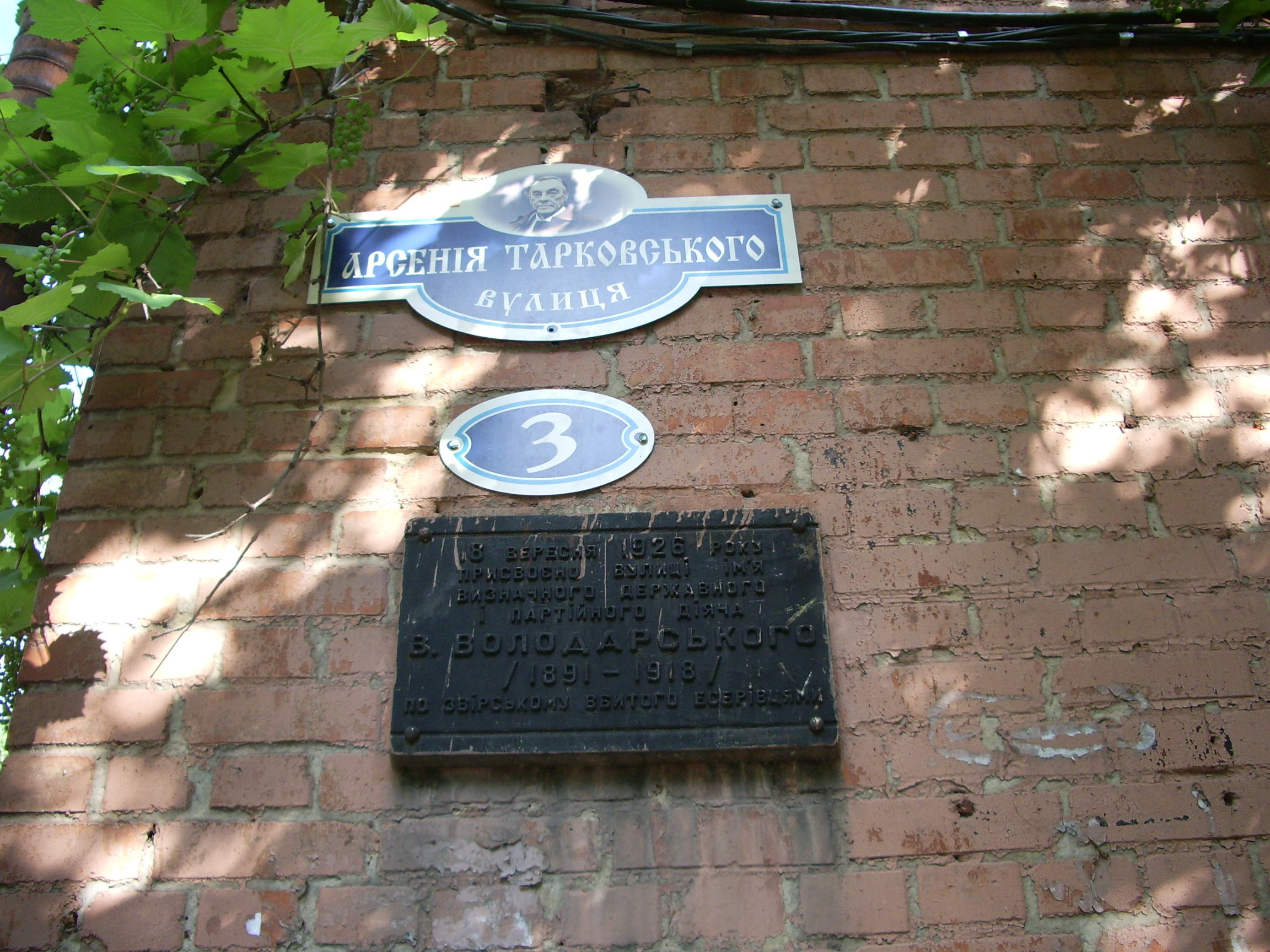
Дошка про перше перейменування та табличка з новою назвою

18 вересня 1926 року вулиці було присвоєно ім'я чекіста В. Володарського. У 1970-ті роки на будинку № 3 про це встановили інформаційну дошку.
На цій вулиці у радянську добу знаходився будинок, у якому мешкали перші секретарі обкому КПУ.
Після здобуття незалежності Україною підіймалося питання про перейменування цієї вулиці.

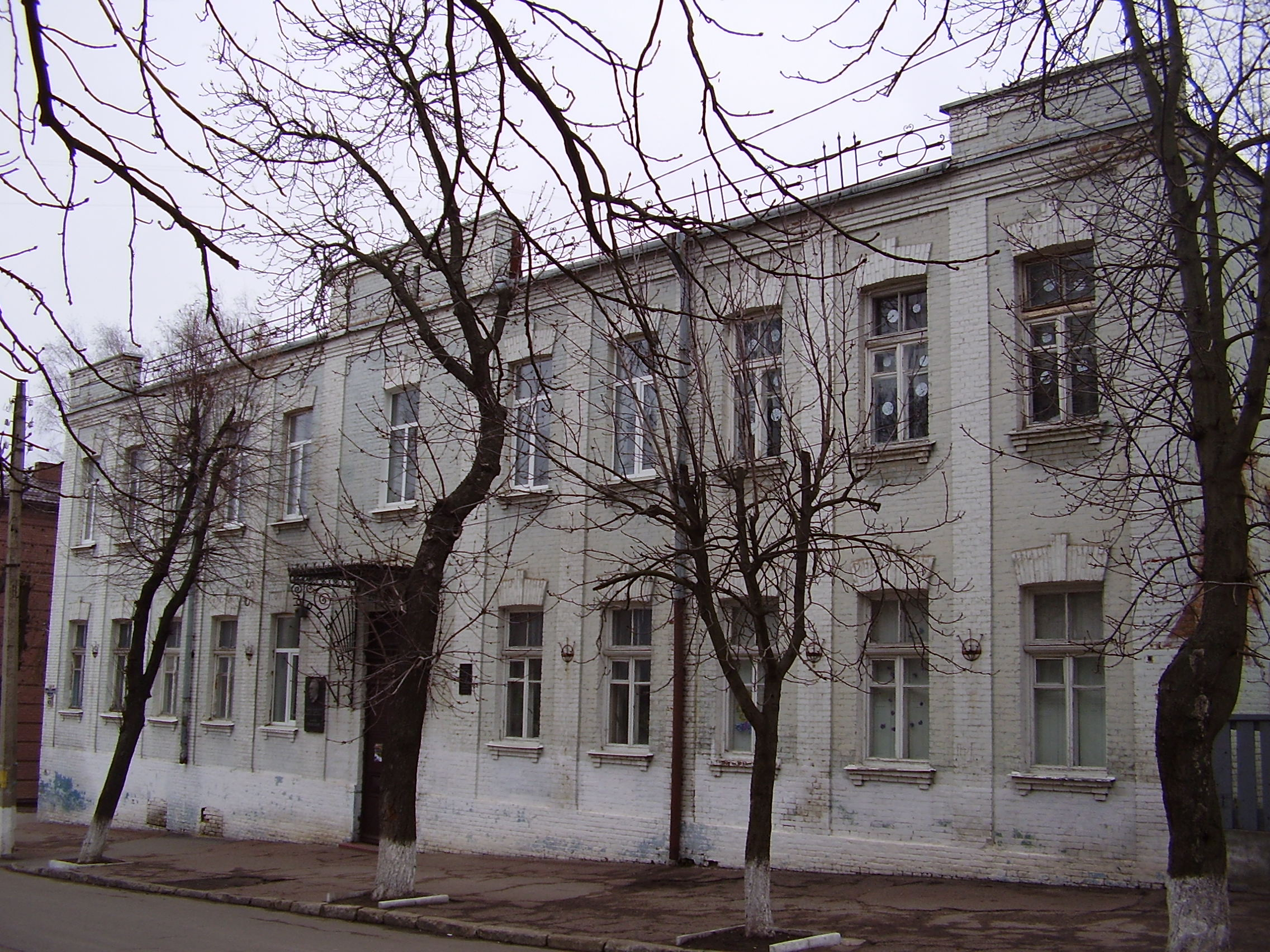
Будівля колишньої приватної гімназії

На цій вулиці народився Арсеній Тарковський. Тут знаходиться і будинок колишньої приватної гімназії, де він навчався (зараз 11-та школа).

### Перейменування 2011 року

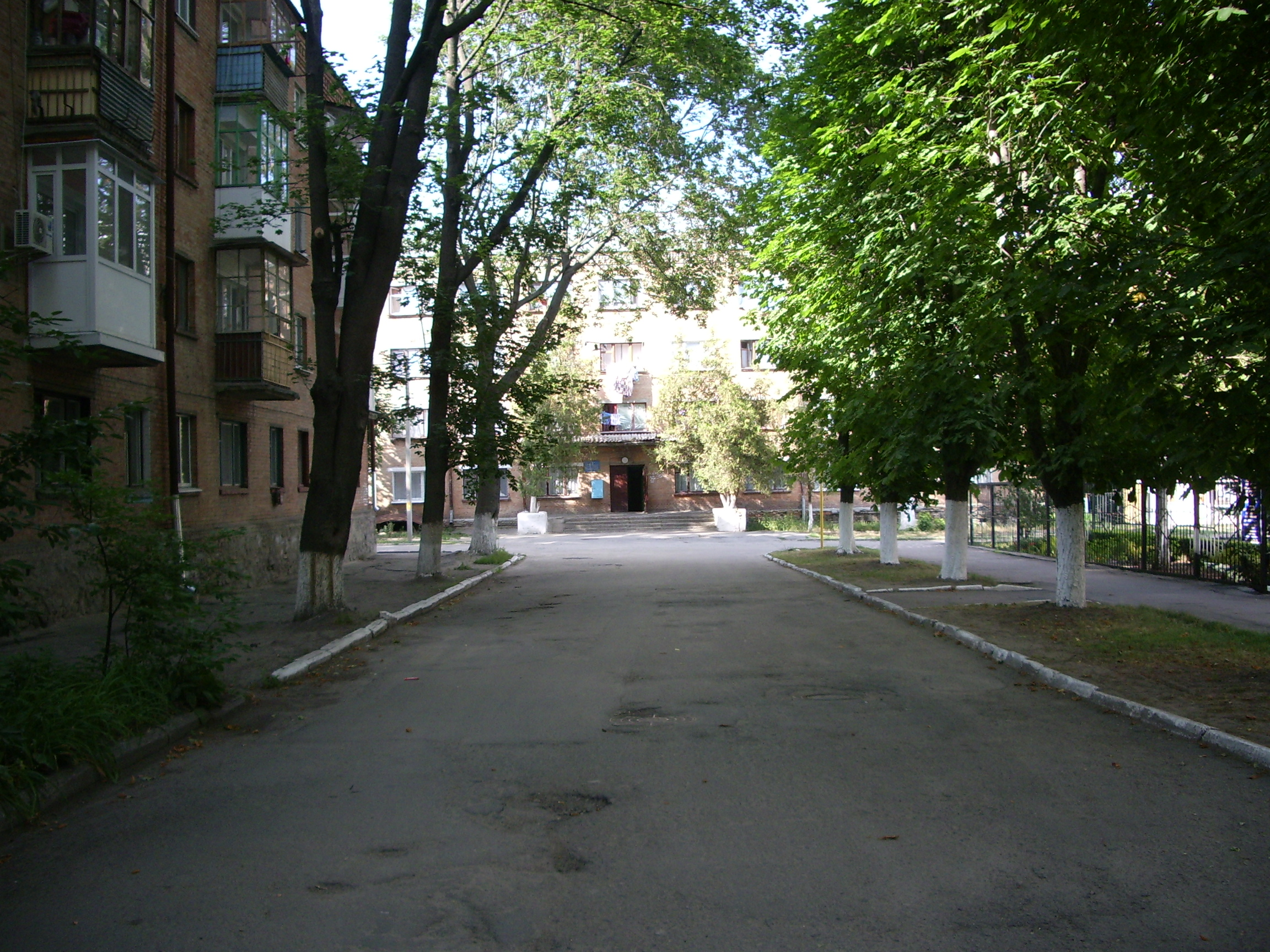
Початок вулиці

21 вересня 2011 року, на засіданні фракції Партії регіонів у міській раді було підняте питання про перейменування чотирьох вулиць міста, серед них й вулиці Володарського. Ця пропозиція викликала значну дискусію в ЗМІ й серед жителів міста. На підтримку перейменування молодіжним крилом Партії регіонів в центрі міста 7 жовтня було проведено флешмоб. 27 жовтня сесія Кіровоградської міської ради перейменувала чотири вулиці міста, зокрема, вулицю Володарського було перейменовано на Арсенія Тарковського. Перейменування підтримала більшість депутатів — 49 з 67 присутніх. Того ж дня під стінами міськради пройшов не численний мітинг прихильників КПУ, що вимагали «не чіпати» назви вулиць радянської доби.